# 爸爸節的禮物
《爸爸節的禮物－小林村滅村事件首部曲》，是2011年台灣紀錄片，描述2009年莫拉克風災發生後的一整年災後救援與重建經過。

## 情節
2009年8月8日，莫拉克風災毀了小林村人遮風避雨的家。鏡頭開始從電視新聞報導慘重災情、救災速度拖延，每天都有政府官員在道歉，一直到救災現場民眾等待親人的焦急心情，災民直指曾文水庫越域引水工程是造成災難的「人禍」。不過，政客們對此卻選擇閉口；超級明星災區變成有心人士的重建大餅，而分歧的聲音使得永久屋分隔三地。影片最後結束在八八週年前夕的原住民夜宿凱道行動訴求反迫遷及分化，要求自主重建的決策參與權。

## 幕後
獨立製片導演羅興皆在災區蹲點進行長達一年的影像紀事，想透過紀錄片讓大家一窺八八風災後各界救災的過程。

## 獲獎
《爸爸節的禮物－小林村滅村事件首部曲》入圍2011年第13屆台北電影節「百萬首獎」與「最佳紀錄片獎」。